# Ernst Robert Curtius
Ernst Robert Curtius (Thann, 1886 – Roma, 1956) è stato un critico letterario e saggista tedesco.

## Biografia
Studiò prima a Strasburgo, poi a Berlino, sanscrito e linguistica comparata, poi filologia moderna e filosofia, si laureò a Strasburgo nel 1910 con una tesi di filologia romanza su Ferdinand Brunetière. Durante la prima guerra mondiale , inviato sul fronte francese e quello polacco fu ferito nel 1915 in un attacco davanti a Varsavia, la ferita lo protesse dall'obbligo di combattere e, più tardi, da quello di rimuovere le rovine della Bonn distrutta. Un suo parente, Georg Curtius, fratello del nonno archeologo e storico Ernst Curtius, fu anch'egli un noto filologo.
Ernst Robert Curtius si formò in filologia romanza sotto la guida di Gustav Gröber. Insegnò prima all'Università di Bonn, poi all'Università di Marburgo, quindi all'Università Ruprecht Karl di Heidelberg, nel 1929 ritornò a Bonn, nel 1949 è ospite dell'Institute for Advanced Study di Princeton.
Pubblicò numerosi studi sulla letteratura e cultura francese, tra i quali Lo spirito francese nella nuova Europa (1925) e La cultura francese (1930). Introdusse il concetto di tòpos in critica letteraria, che, nella relativa etimologia greca, significa "luogo".
Nel 1932 scrisse Lo spirito tedesco in pericolo sui pericoli del nazismo e sulla necessità di un ritorno ai valori dell'umanesimo. La sua opera Letteratura europea e medioevo latino (1948), dedicata a Dante e alla letteratura della tarda latinità è una storia della civiltà occidentale, concepita come il prodotto di un opportuno raccordo di alcuni luoghi comuni (tòpoi) predominanti fin dall'epoca medioevale e presenti in pressoché tutte le letterature europee. Una rigorosa ricerca filologica condotta con una grande capacità di sintesi, è stata un tratto saliente di quasi tutte le sue opere.
Curtius fu amico di André Gide, Max Scheler, Carl Schmitt, Stefan George, Jean-Paul Sartre, Thomas Mann, T. S. Eliot, James Joyce, Hermann Hesse, e di altre personalità importanti della cultura europea.

## Opere
- Die literarischen Wegbereiter des neuen Frankreich (1920)
- Balzac (1923), trad. Vincenzo Loriga, Balzac, Il saggiatore, Milano 1969; n. ed. Bompiani, Milano 1998 ISBN 8845235602
- Französischer Geist im neuen Europa (1925)
- James Joyce und sein Ulysses (1929)
- Die französische Kultur: eine Einführung (1930)
- Deutscher Geist in Gefahr (1932)
- Europäische Literatur und lateinisches Mittelalter (1948), trad. Anna Luzzatto, Mercurio Candela e Corrado Bologna, Letteratura europea e Medio Evo latino, a cura di Roberto Antonelli, La nuova Italia, Firenze, 1992 ISBN 8822111281 ISBN 8822116607
- Kritische Essays zur europäischen Literatur (1950), trad. Lea Ritter Santini, Studi di letteratura europea, Il Mulino, Bologna 1963; n. ed. come Letteratura della letteratura, ivi, 1984 ISBN 8815005447
- Marcel Proust (1952), a cura di Lea Ritter Santini, Il Mulino, Bologna 1985 ISBN 8815007474; LED, Milano 2009
- Französischer Geist im zwanzigsten Jahrhundert: Gide, Rolland, Claudel, Suares, Peguy, Proust, Valéry, Larbaud, Maritain, Bremond (1952)
- Büchertagebuch (1960)
- Gesammelte Aufsätze zur romanischen Philologie (1960)
- Deutsch-französische Gespräche, 1920-1950, corrispondenza con André Gide, Charles Du Bos e Valery Larbaud, a cura di Herbert e Jane M. Dieckmann (1980)
- Goethe, Thomas Mann und Italien: Beiträge in der "Luxemburger Zeitung", 1922-1925 (1988)